# فضالة بن عبيد
فَضَالَةُ بْنُ عُبَيْدٍ صَحابي، قاضٍ، راوٍ، من الأنصار، من بني جَحْجَبا بن كُلفة من الأوس. شهِد مع النبي محمد المشاهد كلها بعد بدر، وكان ممن بايع تحت الشجرة. ثم شهِد الفتح الإسلامي للشام، ومن بعده الفتح الإسلامي لمصر، ثم عاد فسكن الشام، وولَّاه معاوية بْنُ أبي سفيان قضاءَ دمشقَ بعد وفاة أبي الدرداء على وَفْق توصية أبي الدرداء نفسِه، وجعله معاويةُ أميرًا على جيش غزا به الروم في البحر، فسبى بأرضهم، وكان معاوية يستخلفه على دمشق إذا غاب عنها.
تُوفي فَضَالةُ بْنُ عُبيد سنة 53 هـ في دمشق في خلافة معاوية بن أبي سفيان، وحمل معاوية سريره في جِنازته، وقد أعقب فضالة بن عبيد من الولد حميد أمه أم صفوان بنت خداش بن عبد الله؛ ومحمد أمه أمامة بنت ثابت البلوية؛ وعبد الله وعبيد الله وأم جميل أمهم مريم بنت عوف بن قيس؛ وعمرو وعائشة أمهاتهم أمهات ولد.

## روايته للحديث النبوي
- روى عن: النبي محمد وعمر بن الخطاب وأبي الدرداء.[2][4]
- روى عنه: حنش بن عبد الله الصنعاني وأبو علي عمرو بن مالك الجنبي وعبد الرحمن بن جبير بن نفير وعبد الله بن محيريز الجمحي[1] وأبو علي ثمامة بن شفي الهمداني وعلي بن رباح اللخمي ومحمد بن كعب القرظي[2] وربيعة بن يورا وسعيد بن مقلاص وسلمان بن سمير وسلمة بن صالح اللخمي وعبد الله بن عامر اليحصبي وعبد الرحمن بن جحذم الخولاني وعبد الرحمن بن محيريز الجمحي وعبيد بن زياد الحميري وعبيد بن عمرو والقاسم بن عبد الرحمن ومجمع بن عبد الله بن نبتل وميسرة مولى فضالة بن عبيد ونعيم بن ذي جناب وأبو الحصين الهيثم بن شفي ويحنس بن عبد الرحمن وأبو يزيد الخولاني الكبير وأم الدرداء الصغرى.[4]
- مروياته: روى له الجماعة في كتبهم.[4]